# 後藤乾一
後藤 乾一（ごとう けんいち、1943年3月30日 - ）は、日本の政治学者・歴史学者、早稲田大学大学院アジア太平洋研究科教授を経て、同大学名誉教授。専門は日本・東南アジア関係史、東南アジア近現代史。特に日本・インドネシア関係に関する研究で知られる。公益財団法人国際文化会館理事。
東京都出身。1986年に『昭和期日本とインドネシア』でアジア経済研究所主催の発展途上国研究奨励賞、1996年に『近代日本と東南アジア』で毎日新聞社主催のアジア太平洋賞特別賞と総合研究開発機構主催のNIRA政策研究・東畑記念賞を受賞。
早稲田大学大学院アジア太平洋研究科の創設に関わる。初代研究科委員長。

## 略歴
- 1965年 早稲田大学第一政治経済学部政治学科卒業、アジア経済研究所研究員（-1973年）[1]
- 1970年 コーネル大学大学院政治学研究科修士課程修了修了（フルブライト奨学生）
- 1973年 早稲田大学社会科学研究所助手。
- 1981年 早稲田大学社会科学研究所教授。
- 1993年 早稲田大学社会科学研究所所長（-1997年）。
- 1996年 慶應義塾大学より博士（法学）の学位取得。[1]
- 1997年 早稲田大学アジア太平洋研究センター教授（-2013年）。
- 1998年 早稲田大学大学院アジア太平洋研究科委員長（-2000年）。

この間、東京大学大学院人文社会系研究科・国立インドネシア大学文学部客員教授を務める。

## 主張

### ブキチンギの穴（日本の穴）
（詳しくはブキティンギ＃最近の日本との関係を参照のこと）
1986年の北海道新聞に、第2次世界大戦中にオランダ軍を破って軍政を敷いた日本陸軍が第25軍の司令部を置き、戦後はインドネシアがオランダからの独立を果たすまで臨時政府を置いたスマトラ島のブキティンギに、日本軍がジャワ島等の人間を労務者として連行してきて作ったとみられる地下壕が、長らく人知れず存在していた、その突き当りに、断崖の外に通じる急角度の穴があり、これは、日本軍が要塞を作り、その際にインドネシア人労務者が衰弱して死んだ場合に外に放り出して捨てた穴である、という「ブキチンギの穴（日本の穴）」を現地で聞いた話を元に寄稿した。これらの労務者は最終的に機密保持のために残っていた者も全員殺されたと、現地住民の間では信じられ、その数は3000人とも言われている。
1987年、インドネシア政府は遺構を「インドネシア労務者を殺害し、遺棄した遺跡」として国定公園として整備した。かつて産経新聞にいたジャーナリストの加藤裕は当時の日本軍関係者に取材、現場工事の責任者であった主計大尉が、工事中は一人の死傷者も無く、作業に従事した労務者達には日当が支払われており、ここは要塞ではなく防空壕であると説明したことを伝えた。彼らの抗議を受けて地下壕入口にあった日本軍による労務者の連行や虐待を描いたレリーフは1997年に撤去され、加藤はこれを、虐殺はなかったとインドネシア政府が間違いを認めたものとする。しかし、現地では観光地として公開される以前、多くの者がこの穴の中で残された鍬や頭蓋骨を目撃したと伝えられている。また、2001年にここから生還できたという労務者の一人がブキティンギに姿を現したというニュースが流れ、彼の穴の複雑な構造に関する話は既存のデータと一致していた（穴の公開されている部分や説明板等に構造が表示されている部分は実際には全体のごく一部であるため、本物の生存者であったという意味）が、その人物はそこで受けた拷問がトラウマになっていたため、また洞窟に誘われるのを嫌がっていたという。2018年日本人の現地からの報告では、今なお現地ガイドは労務者らが殺されたものとして説明している。

### 東ティモールの戦時支配の歴史
1999年8月11日の朝日新聞夕刊で「過酷な戦時支配の歴史」と題して、日本軍により東ティモールで島民約4万人の死者が出たと主張したが、根拠は不明のままである。

## 著書

### 単著
- 『火の海の墓標――ある<アジア主義者>の流転と帰結』（時事通信社、1977年）
- 『昭和期日本とインドネシア――1930年代「南進」の論理・「日本観」の系譜』（勁草書房、1986年）

 'Returning to Asia' : Japan-Indonesia Relations 1930s-1942、(Ryukei Shyosha、1997)
- 『原口竹次郎の生涯――南方調査の先駆』（早稲田大学出版部、1987年）
- 『近代日本とインドネシア――「交流」百年史』（北樹出版、1989年）
- 『日本占領期インドネシア研究』（竜渓書舎、1989年）
- 『近代日本と東南アジア――南進の「衝撃」と「遺産」』（岩波書店、1995年）
- 『<東>ティモール国際関係史――1900-1945』（みすず書房、1999年）
- Tensions of Empire : Japan and Southeast Asia in the Colonial and Postcolonial World、edited by Paul H. Kratoska、(Ohio University Press、2003).
- 『国際主義の系譜――大島正徳と日本の近代』（早稲田大学出版部、2005年）
- 『「沖縄核密約」を背負って――若泉敬の生涯』（岩波書店、2010年）
- 『東南アジアから見た近現代日本――「南進」・占領・脱植民地化をめぐる歴史認識』（岩波書店、2012年）
- 『近代日本の「南進」と沖縄』（岩波現代全書、2015年）
- 『「南進」する人びとの近現代史　小笠原諸島・沖縄・インドネシア』龍渓書舎、2019

### 共著
- （増田与・村井吉敬）『現代インドネシアの社会と文化』（現代アジア出版会、1979年）
- （山崎功）『スカルノ――インドネシア「建国の父」と日本』（吉川弘文館、2001年）
- （和田春樹・木畑洋一・山室信一・趙景達・中野聡・川島真）『東アジア近現代通史――19世紀から現在まで（上・下）』（岩波現代全書、2014年）

### 編著
- 『わが青春のバタヴィア――若き調査マンの戦前期インドネシア留学日記』（塩谷巌三著、龍渓書舎、1987年）
- 『インドネシア――揺らぐ群島国家』（早稲田大学出版部、2000年）
- 『岩波講座東南アジア史（8）――国民国家形成の時代』（岩波書店、2002年）

### 共編著
- （浅田喬二・三谷太一郎・大江志乃夫・小林英夫・高崎宗司・若林正丈・川村湊）『岩波講座近代日本と植民地（全8巻）』（岩波書店、1993年）[7]
- （萩原宜之）『東南アジア史のなかの近代日本』（みすず書房、1995年）
- （和田春樹・木畑洋一・山室信一・趙景達・中野聡・川島真）『岩波講座東アジア近現代通史（1-10・別冊）』（岩波書店、2010年-2011年）

### 訳書
- イワ・クスマ・スマントリ『インドネシア民族主義の源流――イワ・クスマ・スマントリ自伝』（早稲田大学出版部、1975年／新版、2003年）
- ジョージ・S・カナヘレ『日本軍政とインドネシア独立』（鳳書房、1977年）
- タクディル・アリシャバナ『戦争と愛（上・下）』（井村文化事業社、1983年）
- ロシハン・アンワル『シャフリル追想――「悲劇」の初代首相を語る』（井村文化事業社、1990年）
- ウマル・カヤム『サストロダルソノ家の人々――ジャワ人家族三代の物語』（段々社、2013年、姫本由美子・工藤尚子と共訳）

### 編纂史料
- 『南方軍政関係史料（12）赤道報・うなばら』（解題担当、龍溪書舎、1993年）
- 『南方軍政関係史料（33）日本軍占領下の東ティモール視察復命書――日本・ポルトガル両国当事者の記録』（解題担当・東ティモール日本占領期史料フォーラム編、龍溪書舎、2005年）
- 『20世紀日本のアジア関係重要研究資料 大亞細亞主義（全8巻）』（大亜細亜協会刊・松浦正孝共編、竜溪書舎、2008年）
- 『20世紀日本のアジア関係重要研究資料 亜細亜公論・大東公論（全3巻）』（亜細亜公論社・大東公論社刊・編集・解題：後藤乾一（代表）、紀旭峰、羅京洙、龍溪書舎、2008年）